# Martin Kohli

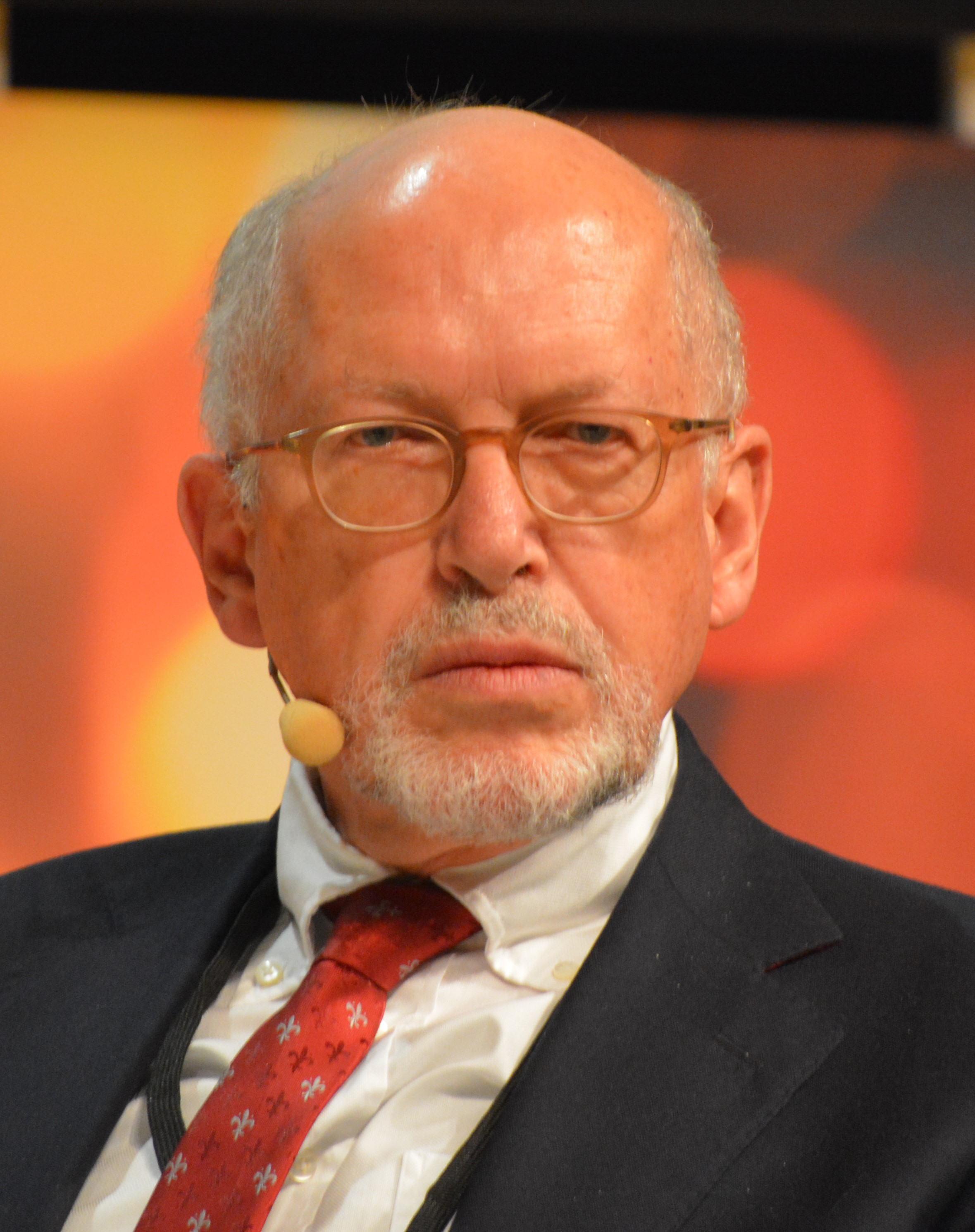
Martin Kohli (2014)

Martin Kohli (* 8. Mai 1942 in Solothurn) ist Emeritus Professor für Soziologie am Europäischen Hochschulinstitut (European University Institute, EUI) in Fiesole/Florenz und Professor a. D. an der Freien Universität Berlin.

## Leben
Martin Kohli besuchte das Gymnasium der Kantonsschule Solothurn und verbrachte ein Jahr als AFS International Scholarship Stipendiat an der High School in Upland, California. Nach der Matura (klassischer Richtung) 1962 und dem Militärdienst studierte er bis 1968 Soziologie und Ökonomie in Genf, Köln und Bern. Anschließend arbeitete er drei Jahre als Bildungsplaner in der Erziehungsdirektion (Bildungsministerium) des Kantons Zürich und wechselte 1971 als Wiss. Assistent an die Universität Konstanz. 1972 erfolgte die Promotion zum Dr. rer. pol. (summa cum laude) an der Universität Bern, 1977 die Habilitation an der Universität Konstanz. Im selben Jahr wurde Kohli auf eine Professur für Soziologie (zunächst AH5/C3, ab 1985 C4) an der Freien Universität Berlin berufen. 1985 gründete er die Forschungsgruppe Altern und Lebenslauf (FALL), welche er zusammen mit Harald Künemund leitete. 2004 wechselte Kohli auf eine Professur für Soziologie am Europäischen Hochschulinstitut in Fiesole/Florenz, welche er bis 2012 innehatte. Seit 2012 ist er Distinguished Bremen Professor an der Bremen International Graduate School of Social Sciences (BIGSSS).
Zwischen 1985 und 2012 hatte Kohli mehrere Forschungsaufenthalte und Gastprofessuren, u. a. an der Harvard University (1989), der Stanford University (1999), der Columbia University (2000) und University of California, Berkeley (2012). 1984–85 war er Member am Institute for Advanced Study in Princeton, 1995–96 Fellow am Collegium Budapest und 2000–01 Fellow am Hanse-Wissenschaftskolleg (Delmenhorst).
Neben seiner Forschungs- und Lehrtätigkeit war Kohli (Mit-)Herausgeber der Buchreihen Lebenslauf–Alter–Generation,European Societies und Biographie und Gesellschaft. Außerdem war er Mitherausgeber der Zeitschrift für Soziologie, der Zeitschrift für Sozialisationsforschung und Erziehungssoziologie (ZSE) und von BIOS – Zeitschrift für Biographieforschung und Oral History sowie Mitglied des Editorial Board von zahlreichen weiteren Fachzeitschriften, unter anderem Ageing & Society, Advances in Life Course Research und Lien Social et Politiques. 1997–99 war er Präsident der European Sociological Association (ESA).
Martin Kohli ist seit 1995 ordentliches Mitglied der Berlin-Brandenburgische Akademie der Wissenschaften sowie seit 2001 korrespondierendes Mitglied der Österreichischen Akademie der Wissenschaften. 2002 erhielt Martin Kohli den Distinguished Scholar Award der Aging and Life Course Section der American Sociological Association. Seit 2005 ist er Fellow der Gerontological Society of America, seit 2010 Honorary Member der ESA. 2014 erhielt Martin Kohli die Ehrendoktorwürde der Universität Bern.

## Forschungsschwerpunkte
Die Forschungsschwerpunkte von Martin Kohli liegen in der Lebenslauf-, Generationen- und Alternsforschung und den damit verbundenen Forschungsfeldern (Familie, Bevölkerung, Arbeit, Wohlfahrtsstaat).

### Lebenslauf- und Biografieforschung
Ausgehend von seiner Auseinandersetzung mit der historischen Genese des Lebenslaufes schlug Kohli vor, den Lebenslauf als Institution zu begreifen. Erst durch eine sinkende Sterblichkeit und die Vorstellung, dass der Tod ins höhere Alter rückt, werde der Lebenslauf als solcher wahrgenommen und planbar. Hierbei verstand Kohli den Lebenslauf doppelt im Sinne eines institutionell verankerten Programms, dem formalen Lauf des Lebens, wie er sich z. B. in der Bildungs-, Berufs- und Familienkarriere zeigt, sowie einer kulturell geprägten subjektiven biografischen Perspektive. In dieser doppelten Fassung des Lebenslaufes besteht ein wesentlicher Unterschied zur Lebensverlaufsforschung, welche den Lebenslauf bis dahin verengt definiert hat. Indem der Lebenslauf den lebenszeitlichen Horizont strukturiere, könne dieser zur Grundlage biografischer Bilanzierung werden. Die Besonderheit des biografischen Ansatzes für die Soziologie liege darin, dass sich in der Analyse von Biografien das Verhältnis von Individualität und Gesellschaft besonders gut erkennen lasse. Zudem beschäftigte sich Kohli mit unterschiedlichen Lebenslaufregimen und der Differenzierung unterschiedlicher Lebensläufe nach sozio-demografischen Kriterien. Mit seiner Konzeption des institutionalisierten Lebenslaufs machte Kohli deutlich, dass der Lebenslauf als eine eigenständige soziale Institution in Form eines Regelsystems aufzufassen ist, welches zentrale Bereiche des Lebens um die moderne Organisation der Erwerbsarbeit herum ordnet.

### Generation, Familie und Wohlfahrtsstaat
An das Konzept des Lebenslaufs anschließend beschäftigte sich Kohli vertieft mit Generationenbeziehungen und Generationenkonflikten. Mit seiner Forschung über intergenerationale Transfers innerhalb von Familien gewann Kohli auch wichtige Erkenntnisse zur Debatte um den Generationenvertrag. So konnte sowohl für Deutschland als auch in vergleichenden Studien für andere Länder gezeigt werden, dass die Transferleistungen von Alt zu Jung innerhalb von Familien durch die Etablierung des Sozialstaats nicht zum Erliegen gekommen sind. Die empirischen Untersuchungen bezogen auch das Verhältnis aus öffentlichen Finanzierungen und privaten Transferleistungen mit ein.
Neben der empirischen Forschung wirkte Kohli auch an der theoretischen Fundierung des Generationenkonzepts mit. Er setzte familiäre Generationen, welche auf der Mikroebene primär die Glieder einer Abstammungslinie bezeichnen, zu gesellschaftlichen Generationen in Beziehung. Der gesellschaftliche Generationenbegriff kann als kultureller, politischer und ökonomischer Generationenbegriff differenziert werden. Auch hier ging es Kohli um die Themen der sozialen Ungleichheit sowie der Spannungen und Konflikte zwischen den Generationen und um ihre Vermittlung durch die Institutionen der Familie und Politik.

### Altern, Alterssurvey und SHARE
Für seine empirische Forschung griff Kohli auf Daten des Alters-Survey zurück, welcher in der Forschungsgruppe Altern und Lebenslauf entwickelt und 1996 erstmals durchgeführt wurde. Im modernen institutionalisierten Lebenslauf hat sich der „Ruhestand“ zu einer eigenständigen Lebensphase herausgebildet, welche die Soziologie vor neuartige theoretische wie empirische Aufgaben stellt. Der Alters-Survey schaffte für die Erforschung der „zweiten Lebenshälfte“ in einer alternden Gesellschaft eine zentrale empirische Grundlage. Mit ihm wurde sowohl für die Grundlagenforschung im Sinne einer umfassenden Analyse der Formen der Vergesellschaftung im Alter als auch für eine entsprechende Sozialberichterstattung eine tragfähige Grundlage geschaffen. Zudem war der Survey – der inzwischen am Deutschen Zentrum für Altersfragen angesiedelt ist – von Anfang an interdisziplinär angelegt und setzte neben soziologischen auch psychologische Erhebungsinstrumente ein.
Zusammen mit Harald Künemund war Kohli auch an der Entwicklung des Survey of Health, Ageing and Retirement in Europe (SHARE) beteiligt, welcher 2004 zum ersten Mal durchgeführt wurde. Solche europäisch vergleichende Forschung stellte gerade im späteren Wirken Kohlis ein zentrales Motiv dar. Mithilfe dieser vergleichenden Daten konnten zum Beispiel Familienregimes in Verbindung mit den national spezifischen Wohlfahrtsregimes analysiert werden.

## Kohli Stiftung für Soziologie
Die 2022 von Kohli gegründete Stiftung hat zum Ziel, die Soziologie als wissenschaftliche Disziplin und ihre interdisziplinären Verbindungen zu fördern. Die Stiftung will dazu beitragen, das Profil der Soziologie als sozialwissenschaftliches Kernfach zu schärfen und stärker sichtbar zu machen. Das Programm der Kohli Stiftung für Soziologie umfasst unter anderem Wissenschaftspreise und Forschungs-Fellowships.